# Until the Light Takes Us
Until the Light Takes Us ('Fins que la llum se'ns endugui') és un documental nord-americà del 2008, que tracta els esdeveniments que envoltaren l'escena del black metal a Noruega a principis dels anys noranta. Va ser filmat per Aaron Aites i Audrey Ewell i està protagonitzat pels músics implicats en l'escena d'aquell moment.

## Argument
Until the Light Takes Us s'inicia amb un viatge en tren de Fenriz (Darkthrone) cap a Estocolm, on visita una exposició de Bjarne Melgaard a la Galeria Lars Bohlman. Se li revisa les pertinences durant el trajecte i se li acaba trobant gaso lacrimògen a l'equipatge. Al costat mateix hi ha la presó d'alta seguretat de Trondheim. On Varg Vikernes (Burzum) és entrevistat a la seva cel·la. El focus principal és els enregistraments dels àlbums A Blaze in the Northern Sky i Burzum, amb un fragment entre Fenriz i Vikernes.
Les entrevistes comencen a explicar la història de l'escena del black metal des de la perspectiva de Varg Vikernes i Fenriz. Entremig també hi ha declaracions de Jan Axel Blomberg (Mayhem), Kristoffer Rygg (Ulver), així com Olve "Abbath" Eikemo i Harald "Demonaz" Nævdal (Immortal). Bård G. Eithun (ex emperador) només apareix enfosquit i amb una veu distorsionada. El documental se centra inicialment en les primeres etapes des de Mayhem fins a la mort de Per Yngve Ohlin, conegut com a Dead. El segueixen els enregistraments de Fenriz al pub de metall "Elm Street" d'Oslo i la visita a una exposició de l'artista Bjarne Melgaard, que va prendre l'escena del black metal com a base d'una sèrie de quadres i escultures. El qual veu una connexió entre l'escena del black metal i la pintura d'Exvard Munch, sobretot a l'obra d'El crit. A més de la visita de Fenriz a l'exposició, es mostra una actuació de l'artista Harmony Korine en un estudi d'art.
A continuació, es discuteix l'atac amb incendis a diverses esglésies de Noruega i l'assassinat de Bård G. Eithun d'un home homosexual a Lillehammer el 1992. Les entrevistes s'acompanyen d'enregistraments en vídeo dels treballs d'extinció a les esglésies, retalls de diaris i fulletons. A continuació, es descriu l'assassinat d'Øystein Aarseth des de la perspectiva del perpetrador Varg Vikernes. El qual presenta l'assassinat com una resposta en legítima defensa. També es mostren retalls de diaris i l'anunci del judici. Fenriz, a continuació, concedeix a Diana Glöckner de la revista de música alemanya Legacy una entrevista telefònica a l'oficina Moonfog Productions.
La pel·lícula acaba amb un espectacle sagnant de Kjetil-Vidar "Frost" Haraldstad (Satyricon) a la Galleria Laura Pecci de Milà. Haraldstad escup foc i apunyala un sofà. Llavors es fa mal a si mateix, provocant-se un tall a l'avantbraç i al coll, caient mort al sofà dessagnat. Les darreres entrevistes mostren a Vikernes parlant sobre la cristianització de Noruega i la visió de Fenriz de l'escena moderna del black metal.

## Rerefons
La idea va arribar als dos cineastes Aaron Aites i Audrey Ewell quan un amic, propietari de la companyia discogràfica Aquarius Records, els va mostrar diversos àlbums de black metal i van descobrir alguna cosa nova per a ells en la música. Després de familiaritzar-se amb l'escena, va créixer el desig de fer una pel·lícula al respecte. Els dos es van traslladar a Noruega durant dos anys per preparar el documental i apropar-se lentament als protagonistes de la pel·lícula.
Pel que fa a la tecnologia de gravació, la pel·lícula es va adaptar a l'estètica de l'època. Conté nombroses imatges de gra gruixut, càmeres de mà que enregistren imatges borroses i teló de fons. Com paisatges s'escollí l'hivern o imatges del soterrani abandonat de la botiga discogràfica Helvete (a Oslo), que es basen en el disseny artístic de les portades de l'àlbum i les fotos promocionals dels protagonistes. A més, es van utilitzar diversos enregistraments originals, material d'arxiu i retalls de diaris. La banda sonora de la pel·lícula està composta per peces dels músics originals i música electrònica de Múm i Boards of Canada. I les declaracions de la gent es queden en el so original i no es comenten.
El títol de la pel·lícula es basa en el títol noruec de l'àlbum Burzum Hvis lyset tar oss ("Si la llum se'ns enduu").

## Publicació
Els drets de projecció als Estats Units van ser garantits per la productora Variance Films. El novembre de 2009 a la ciutat de Nova York i l'11 desembre de 2009 a Los Angeles. L'estrena als cinemes va ser el 4 desembre de 2009. La pel·lícula va començar amb un llançament sense puntuació de la MPAA en pocs cinemes i va obtenir un total de 130.000 dòlars.
La pel·lícula es va veure per primera vegada a Europa al 32è Festival Internacional de Cinema de Goteborg. A Alemanya, la pel·lícula es va estrenar al Wacken Open Air 2010, a Alemanya, que va començar el dia 12 Agost de 2010, principalment a cinemes independents. La pel·lícula va rebre un llançament de FSK-18 i el 12 novembre de 2010 fou publicat en DVD a través de Rapid Eye Movies.

## Crítica
La pel·lícula és purament representativa i posada en escena sense aspectes avaluatius. En alguns mitjans, la pel·lícula va rebre crítiques negatives perquè no es comenten les declaracions dels músics a la pel·lícula. La visió de Vikernes sobre l'assassinat d'Aarseth es va comentar tan poc com l'expressió de Blomberg respecte a l'assassinat d'Eithun. Al mateix temps, no es mencionen les declaracions racistes i les teories de conspiració posteriors de Vikernes i els seus intents d'atemptats el 2003. A més, la pel·lícula ni tan sols intenta posar en qüestió el rerefons de les accions en aquell moment, i es pot tenir la sensació que els creadors de la pel·lícula "gaudien de molta proximitat, i desenvolupaven massa simpatia pels protagonistes".
| «              | (alemany) Ein ambitioniertes Projekt, das allerdings nicht genau weiß, wohin es will und sich zu sehr auf plakative Aspekte stützt, während es die erhofften neuen Erkenntnisse schuldig bleibt. | (català) Un projecte ambiciós que no sap exactament cap a on va i es basa massa en aspectes sorprenents, mentre que no proporciona els nous coneixements que s'esperarien. | » |
| — Das Manifest | | |   |

| «                                  | (alemany) Er ist ein gelungenes popkulturelles Kunstprojekt, das sich der Mittel des Dokumentarfilms bedient. Geschickt bringt er zum Beispiel Symbolbilder der indifferenten Mittelschichtsgesellschaft und der wütenden Subkultur gegeneinander in Stellung, erzeugt so eine hohe atmosphärische Dichte, entfaltet starke Suggestivkraft - verrät aber jeden aufklärerischen Anspruch. | (català) És un projecte d’art pop cultural d’èxit que fa ús del documental. Per exemple, posa amb habilitat imatges simbòliques de la indiferent societat de la classe mitjana i la ràbia subcultura en posició l’una contra l’altra, creant així una alta densitat atmosfèrica, desenvolupant un fort poder suggeridor, però delata totes les reivindicacions educatives. | » |
| — Thorsten Dörting, Spiegel Online | | |   |

Es va elogiar però l'ambient de la pel·lícula i la interessant història que narrava.
| «              | (alemany) Entstanden ist ein atmosphärisches Portrait der beteiligten Künstler, das einen neutralen Einblick in einen sagenumwobenen Abschnitt der Musikgeschichte gibt – auch wenn UNTIL THE LIGHT TAKES US nicht verleugnen kann, von zwei Amerikanern gemacht worden zu sein, die zwar keinen Black Metal hören, sich jedoch laut eigener Aussage intensiv in das Thema eingearbeitet hätten. | (català) El resultat és un retrat atmosfèric dels artistes implicats, que dona una visió neutral d’una secció llegendària de la història de la música, fins i tot sabent que Until the Light Takes Us ha estat feta per dos nord-americans que no escolten el Black Metal, hi estan fortament inspirats i demostren un treball intens en el tema. | » |
| — Metal Hammer | | |   |